# Жилисай
Жилиса́й (каз. Жылысай) — село у складі Кегенського району Алматинської області Казахстану. Адміністративний центр Жилисайського сільського округу.
Населення — 1233 особи (2021; 1610 у 2009, 1712 у 1999, 2082 у 1989).